# Communauté de communes Brie des Rivières et Châteaux
La communauté de communes Brie des Rivières et Châteaux est une communauté de communes française, située dans le département de Seine-et-Marne en région Île-de-France.

## Historique
Dans le cadre des dispositions de la loi portant nouvelle organisation territoriale de la République du 7 août 2015, qui prévoit que les établissements publics de coopération intercommunale (EPCI) à fiscalité propre doivent avoir un minimum de 15 000 habitants, l'intercommunalité est créée par un arrêté préfectoral du 10 décembre 2016 qui a pris effet le 1er janvier 2017,, la communauté de communes de la Brie des Rivières et Châteaux se forme des communes suivantes :
- douze communes sur treize de l'ex CC Vallées et Châteaux.
- sept communes sur neuf de l'ex CC des Gués de l'Yerres.
- sept communes sur huit de l'ex CC la Brie centrale
- quatre communes sur neuf de l'ex CC Yerres à l'Ancœur
- une commune sur trois de l'ex CC  Pays de Seine

## Territoire communautaire

### Composition
En 2021, la communauté de communes est composée des 31 communes suivantes :

| Nom                         | Code Insee | Gentilé               | Superficie (km2) | Population (dernière pop. légale) | Densité (hab./km2) |
| --------------------------- | ---------- | --------------------- | ---------------- | --------------------------------- | ------------------ |
| Le Châtelet-en-Brie (siège) | 77100      | Châtelains            | 22,71            | 4 231 (2022)                      | 186                |
| Andrezel                    | 77004      | Andrezeliens          | 8,08             | 324 (2022)                        | 40                 |
| Argentières                 | 77007      | Argentiers            | 2,57             | 352 (2022)                        | 137                |
| Beauvoir                    | 77029      | Bellevidériens        | 3,94             | 185 (2022)                        | 47                 |
| Blandy                      | 77034      | Blandois              | 13,99            | 769 (2022)                        | 55                 |
| Bombon                      | 77044      | Bombonnais            | 15               | 936 (2022)                        | 62                 |
| Champdeuil                  | 77081      | Champdeuillais        | 3,97             | 735 (2022)                        | 185                |
| Champeaux                   | 77082      | Campéliens            | 13,05            | 814 (2022)                        | 62                 |
| Châtillon-la-Borde          | 77103      | Castels-la-Bordiciens | 7,25             | 224 (2022)                        | 31                 |
| Chaumes-en-Brie             | 77107      | Calmétiens            | 20,07            | 3 452 (2022)                      | 172                |
| Coubert                     | 77127      | Curtibehardiens       | 8,36             | 1 942 (2022)                      | 232                |
| Courquetaine                | 77136      | Courquetainois        | 7,82             | 187 (2022)                        | 24                 |
| Crisenoy                    | 77145      | Crisenoyens           | 12,87            | 595 (2022)                        | 46                 |
| Échouboulains               | 77164      | Échouboulinois        | 20,91            | 557 (2022)                        | 27                 |
| Les Écrennes                | 77165      | Écrennois             | 18,54            | 619 (2022)                        | 33                 |
| Évry-Grégy-sur-Yerre        | 77175      | Éveryciens            | 19,12            | 3 236 (2022)                      | 169                |
| Féricy                      | 77179      | Fériciens             | 9,33             | 613 (2022)                        | 66                 |
| Fontaine-le-Port            | 77188      | Portifontains         | 7,89             | 1 014 (2022)                      | 129                |
| Fouju                       | 77195      | Forjaviens            | 7,81             | 631 (2022)                        | 81                 |
| Grisy-Suisnes               | 77217      | Grisyssoliens         | 18,34            | 2 848 (2022)                      | 155                |
| Guignes                     | 77222      | Guignois              | 5,68             | 4 434 (2022)                      | 781                |
| Machault                    | 77266      | Machauliens           | 16,28            | 790 (2022)                        | 49                 |
| Moisenay                    | 77295      | Moséniens             | 8,72             | 1 363 (2022)                      | 156                |
| Ozouer-le-Voulgis           | 77352      | Ozoueriens            | 11,3             | 2 002 (2022)                      | 177                |
| Pamfou                      | 77354      | Pamfolliens           | 10,41            | 966 (2022)                        | 93                 |
| Saint-Méry                  | 77426      | Médériciens           | 9,94             | 333 (2022)                        | 34                 |
| Sivry-Courtry               | 77453      | Sivryens              | 22,47            | 1 108 (2022)                      | 49                 |
| Soignolles-en-Brie          | 77455      | Soignollais           | 10,77            | 2 024 (2022)                      | 188                |
| Solers                      | 77457      | Solersois             | 6,28             | 1 284 (2022)                      | 204                |
| Valence-en-Brie             | 77480      | Valençois             | 11,03            | 1 023 (2022)                      | 93                 |
| Yèbles                      | 77534      | Yébuliens             | 11,68            | 970 (2022)                        | 83                 |

### Démographie
| 1968   | 1975   | 1982   | 1990   | 1999   | 2010   | 2015   | 2021   |
| ------ | ------ | ------ | ------ | ------ | ------ | ------ | ------ |
| 17 202 | 19 315 | 24 624 | 29 060 | 32 941 | 36 631 | 38 552 | 40 141 |

## Organisation

### Siège
Le siège de la communauté de communes est au Châtelet-en-Brie, 1 rue des Petits Champs.

### Élus
La communauté de communes est administrée par son conseil communautaire, composé pour le mandat 2020-2026 de 52  conseillers municipaux représentant chacune des  communes membres.
Pour le mandat 2017-2020, ils étaient répartis de la manière suivante : 
| Nombre de délégués | Communes                                                         |
| ------------------ | ---------------------------------------------------------------- |
| 6                  | Le Châtelet-en-Brie                                              |
| 5                  | Guignes                                                          |
| 4                  | Chaumes-en-Brie                                                  |
| 3                  | Evry-Grégy-sur-Yerre, Grisy-Suisnes, Coubert, Soignolles-en-Brie |
| 2                  | Ozouer-le-Voulgis, Moisenay                                      |
| 1                  | Les autres communes                                              |

Au terme des élections municipales de 2020 en Seine-et-Marne, le nouveau conseil communautaire a réélu son président, Christian Poteau, maire de Machault, et élu ses 14 vice-présidents, qui sont : 
1. Jean-Marc Chanussot, maire de Grisy-Suisnes, conseiller départemental de Fontenay-Trésigny, chargé de l'eau, de l'assainissement et des eaux pluviales ;
2. Daisy Luczak, maire de de Courquetaine, conseillère départementale de Fontenay-Trésigny, chargée du développement économique et de l'emploi ;
3. Louis-Marie Saout, maire de Coubert, chargé des travaux et de l'aménagement numérique ;:
4. Patricia Torcol, maire du Châtelet-en-Brie, chargée de l'action sociale ;
5. Béatrice Mothre, maire de Fontaine-le-Port, chargée de la petite enfance ;
6. Patrice Motte, maire de  de Blandy-les-Tours, chargé  du développement touristique ;
7. Pierre-François Prioux, maire de Pamfou, chargé de l'environnement ;
8. Marième Tamata-Varin, maire de Yèbles, chargée de l'enfance, de la jeunesse et des sports ;
9. François Venanzuola, maire de de Chaumes-en-Brie, chargé de l'aménagement de l'espace et de l'urbanisme ;
10. Daniel Poirier, maire d'Évry-Grégy-sur-Yerres, chargé des gens du voyage ;
11. Gilles Groslevin, maire de Solers, chargé de la collecte et du traitement des déchets ;
12. Hubert Caseaux, maire de de Châtillon-la-Borde, chargé de la mutualisation ;
13. Nicolas Guillen, maire d'Ozouer-le-Voulgis, chargé du bâtiment, habitat et patrimoine ;
14. Mathias Vigier, maire d'Échouboulains, chargé des transports.

### Liste des présidents
| Période      | Période                        | Identité         | Étiquette | Qualité |
| ------------ | ------------------------------ | ---------------- | --------- | --- |
| janvier 2017 | En cours (au 16 décembre 2021) | Christian Poteau | DVD       | Maire de Machault (2014 → ) Président de l'ex-CC Vallées et Châteaux (2014 → 2016) Réélu pour le mandat 2020-2026 |

## Compétences
L'intercommunalité exerce les compétences qui lui ont été transférées par les communes membres, dans les conditions déterminées par le code général des collectivités territoriales.
Il s'agit de ; 
- Développement économique : actions de développement économique , zones d’activité, politique locale du commerce et soutien aux activités commerciales d’intérêt communautaire, promotion du tourisme, dont la création d’offices de tourisme ;
- Aménagement de l’espace : schéma de cohérence territoriale (SCoT) et schéma de secteur ;
- Accueil des gens du voyage : aires d’accueil des gens du voyage ;
- Ordures ménagères : collecte et traitement des déchets des ménages et déchets assimilés ;.
- Gestion des milieux aquatiques et prévention des inondations (Gemapi) ;
- Protection et mise en valeur de l’environnement, le cas échéant dans le cadre de schémas départementaux et soutien aux actions de maîtrise de la demande d’énergie ;
- Équipements culturels et sportifs d’intérêt communautaire ;
- Action sociale d’intérêt communautaire ;
- Assainissement ;
- Eau potable.
- Aménagement numérique (infrastructures, de réseaux et de services locaux de communications électroniques et activités connexes à l’intention de tous les Seine-et-Marnais).
- Réseau de lecture publique : Coordination et animation en réseau des bibliothèques municipales et associatives du territoire, organisation d’événements culturels ayant un rayonnement intercommunal concernant au moins 3 communes de la Communauté ;
- Sports, culture et loisirs : office intercommunal sportif et/ou culturel; évènements sportifs et culturels à rayonnement intercommunal concernant au moins trois communes du territoire.;
- Lutte contre l’incendie et de secours : contribution au budget du service départemental d’incendie et de secours.
- Transport : organisation des transports collectifs, notamment la ligne régulière 21 du réseau Arlequin et du transport à la demande.

### Régime fiscal et budget
La communauté de communes est un établissement public de coopération intercommunale à fiscalité propre.
Afin de financer l'exercice de ses compétences, l'intercommunalité perçoit la fiscalité professionnelle unique (FPU) – qui a succédé à la taxe professionnelle unique (TPU) – et assure une péréquation de ressources entre les communes résidentielles et celles dotées de zones d'activité.
Elle ne reverse pas de dotation de solidarité communautaire (DSC) à ses communes membres.

## Projets et réalisations
Conformément aux dispositions légales, une communauté de communes a pour objet d'associer des « communes au sein d'un espace de solidarité, en vue de l'élaboration d'un projet commun de développement et d'aménagement de l'espace ».
Dans ce cadre, l'intercommunalité a signé avec l'État  en novembre 2021 un  contrat de relance et de transition écologique (CRTE), comportant 45 actions et 40 projets, pour un coût global de 45 millions d'euros, dont 16 provenant de l'État, en vue de favoriser la transition écologique, le développement économique et la cohésion territoriale.